# Astichus bilineatus
Astichus bilineatus är en stekelart som först beskrevs av Girault 1915.  Astichus bilineatus ingår i släktet Astichus och familjen finglanssteklar. Inga underarter finns listade.